# 25062 Rasmussen
25062 Rasmussen è un asteroide della fascia principale. Scoperto nel 1998, presenta un'orbita caratterizzata da un semiasse maggiore pari a 2,4164086 UA e da un'eccentricità di 0,1257278, inclinata di 5,46118° rispetto all'eclittica.